# Barbarea orthoceras
Barbarea orthoceras är en korsblommig växtart som beskrevs av Carl Friedrich von Ledebour. Barbarea orthoceras ingår i släktet gyllnar, och familjen korsblommiga växter. Inga underarter finns listade i Catalogue of Life.

## Bildgalleri

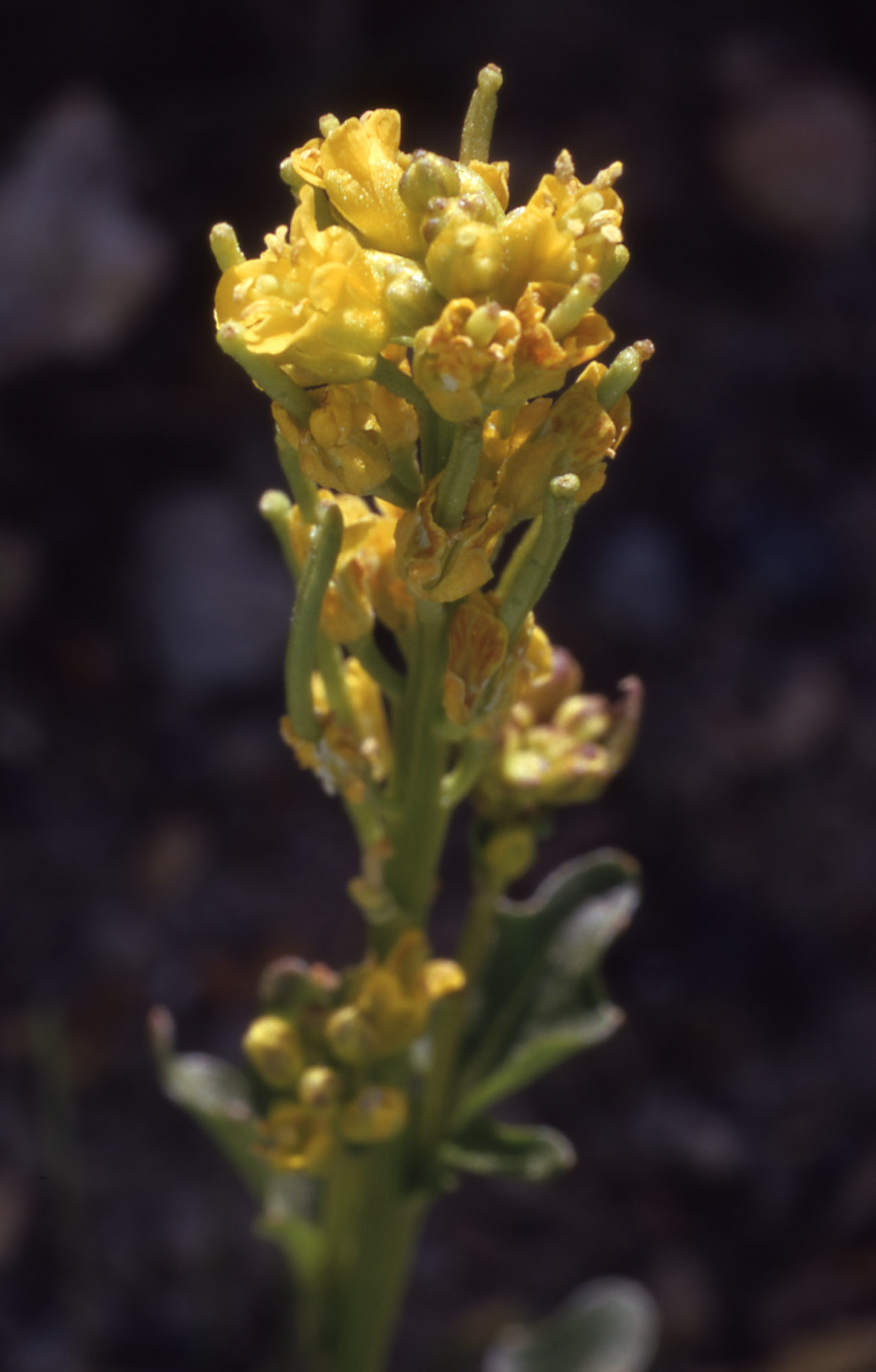
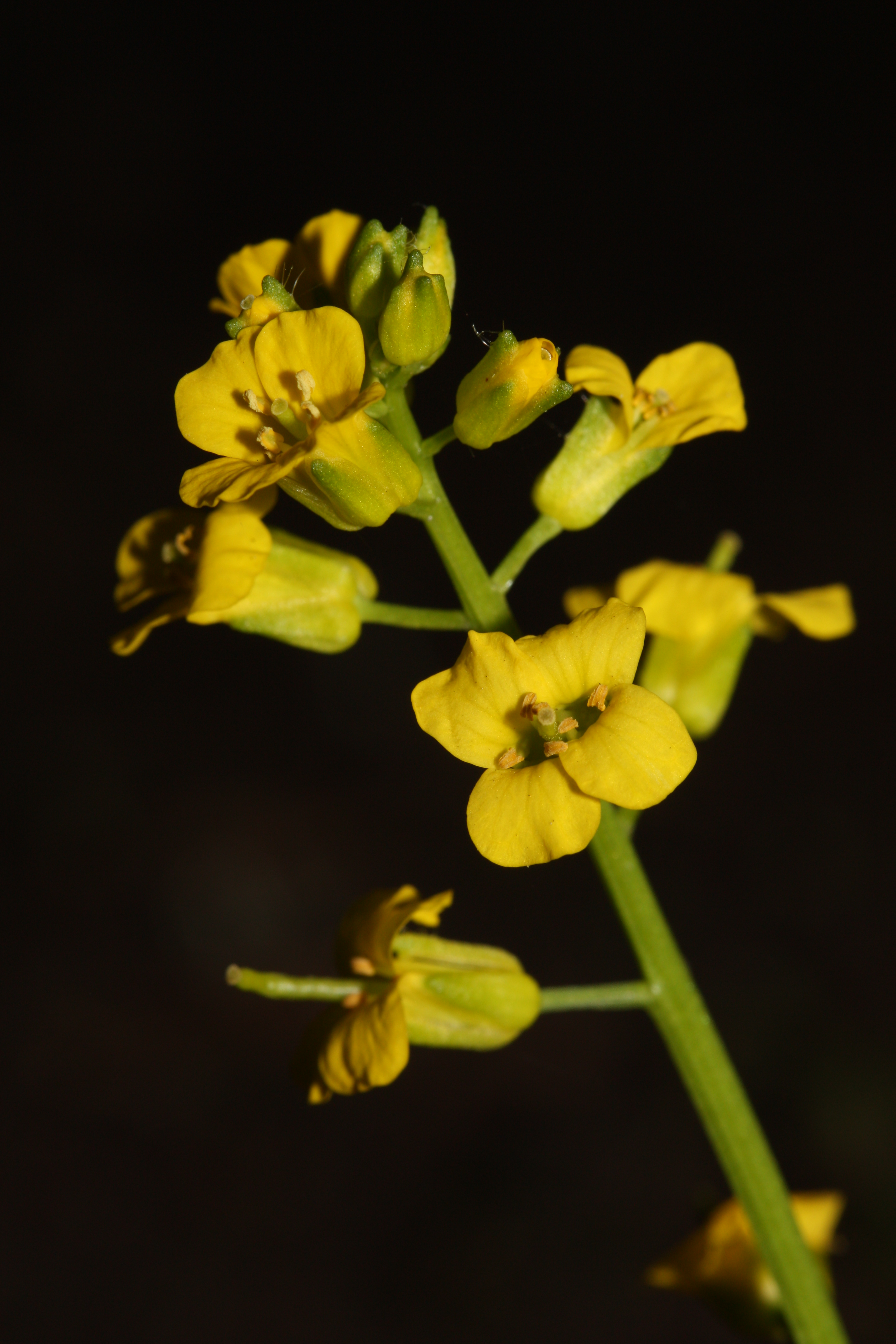
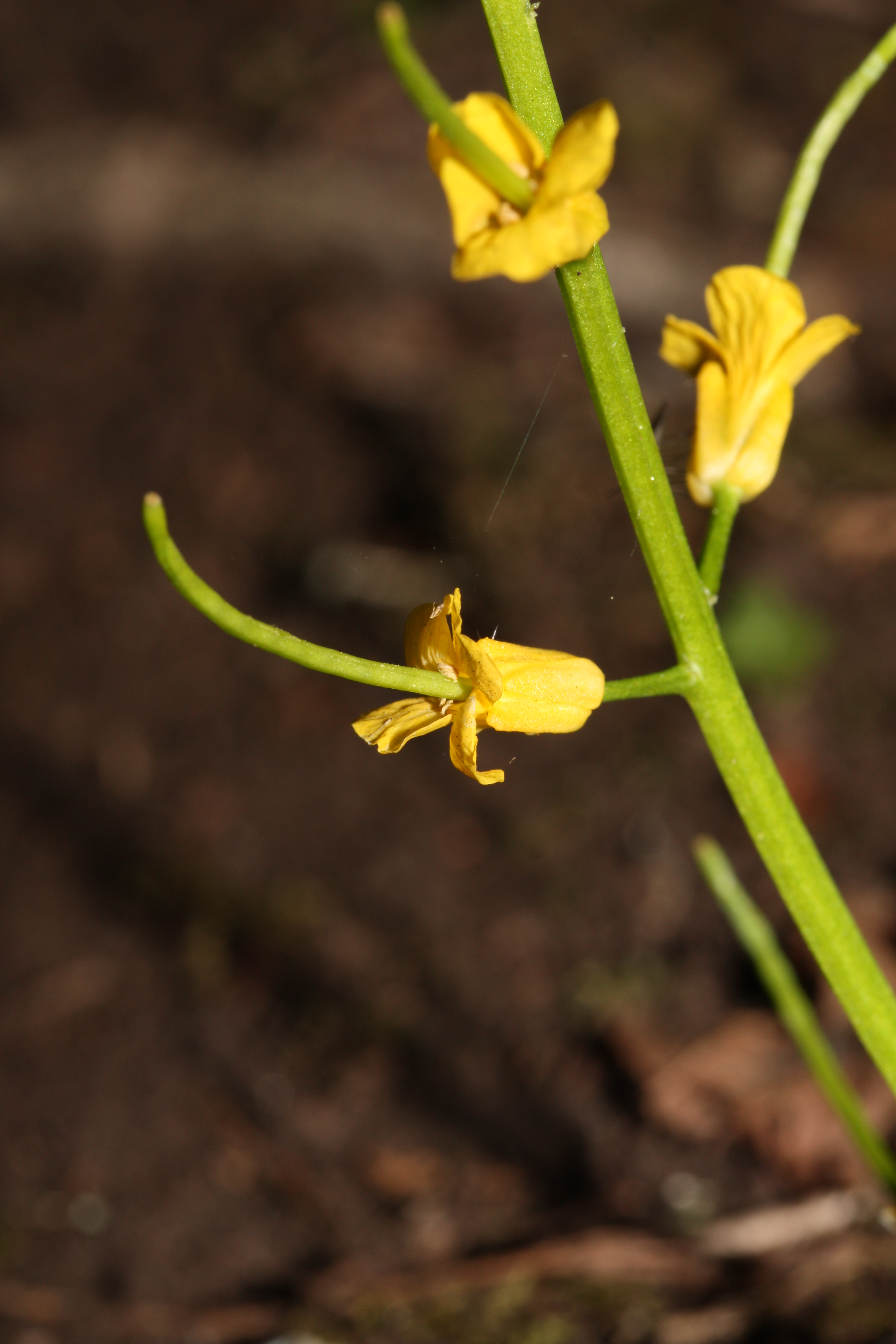
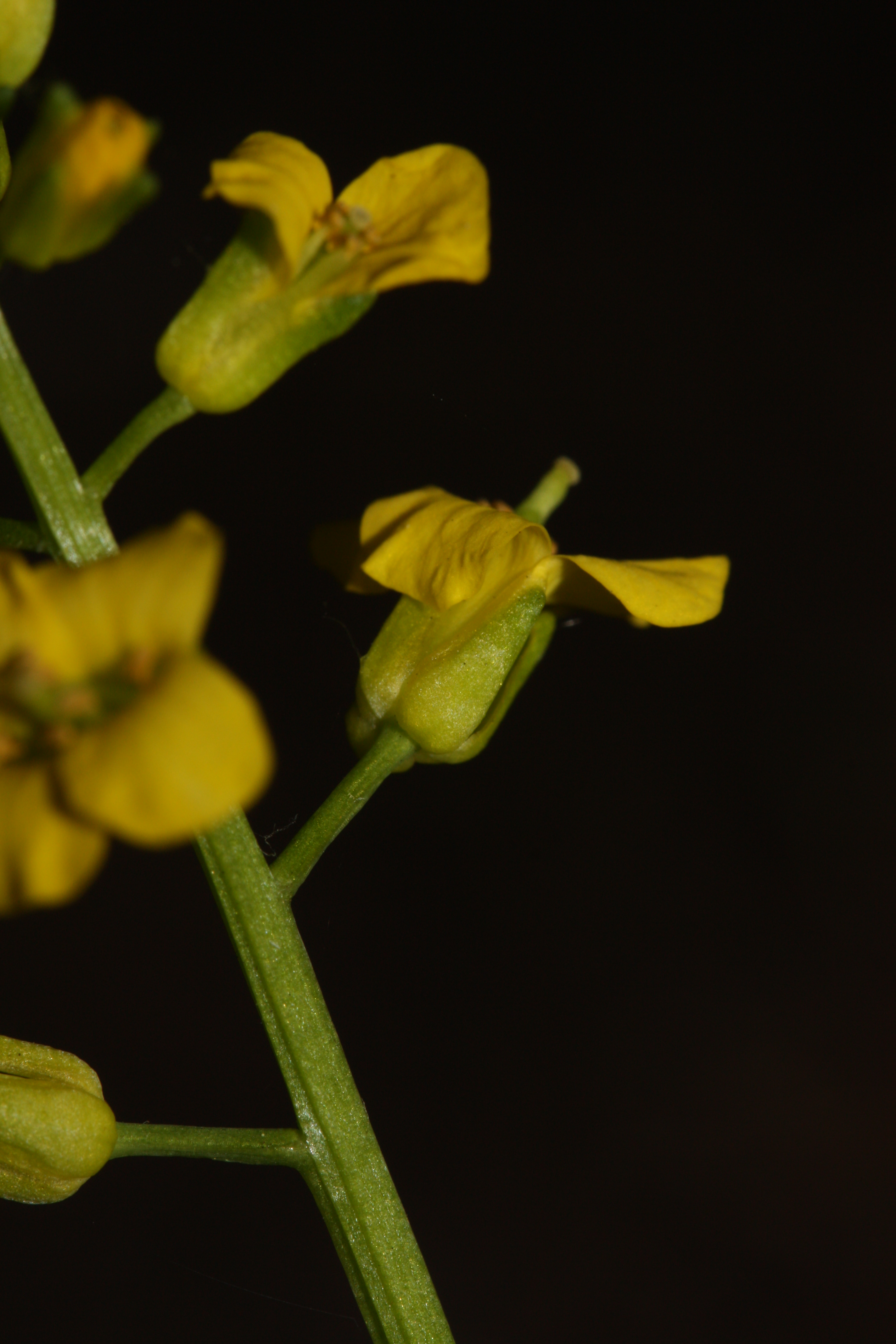
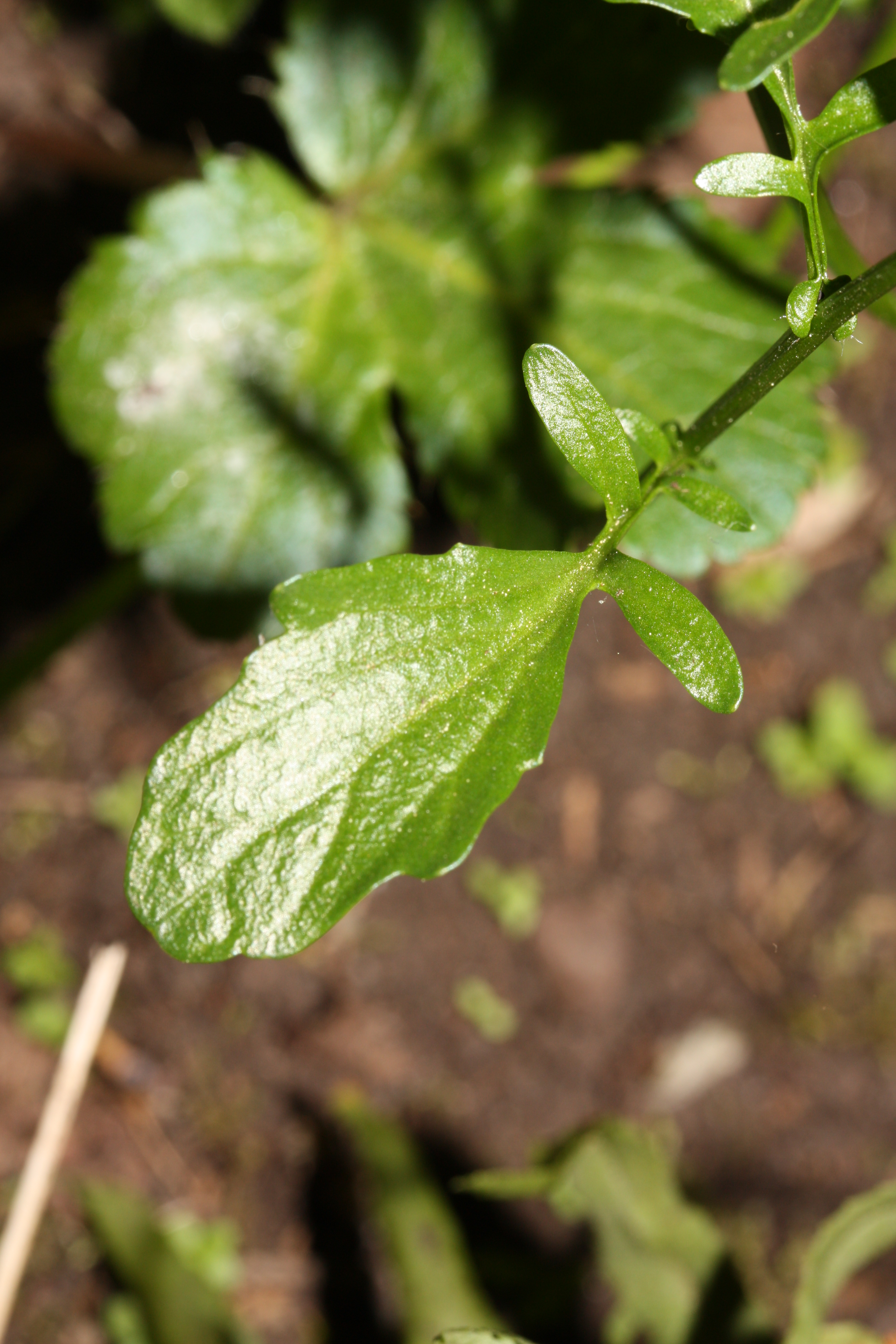
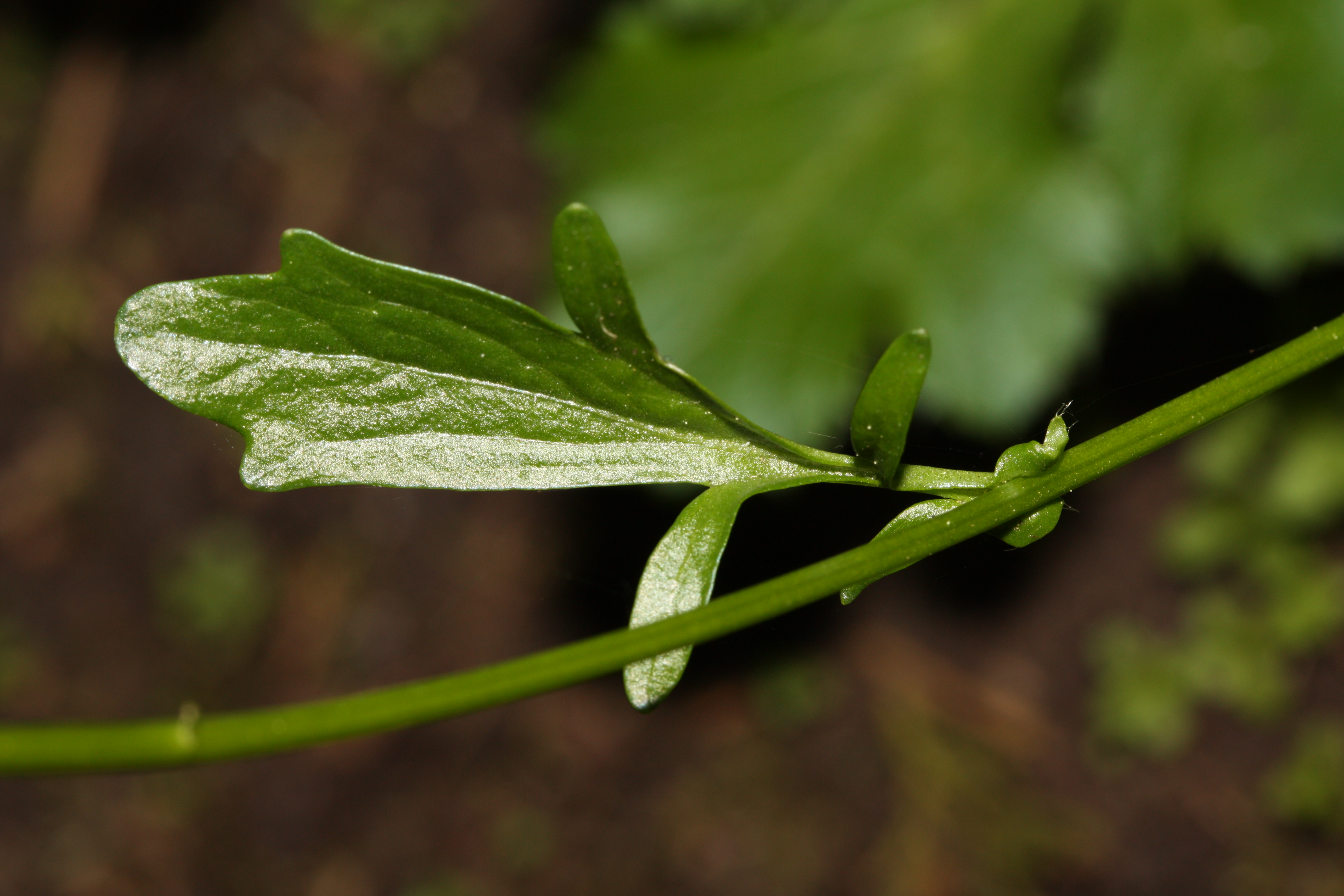